# Часовня Блаженной Брониславы (Краков)
 Памятник культуры Малопольского воеводства: регистрационный номер А-308 от 2 января 1968 года.

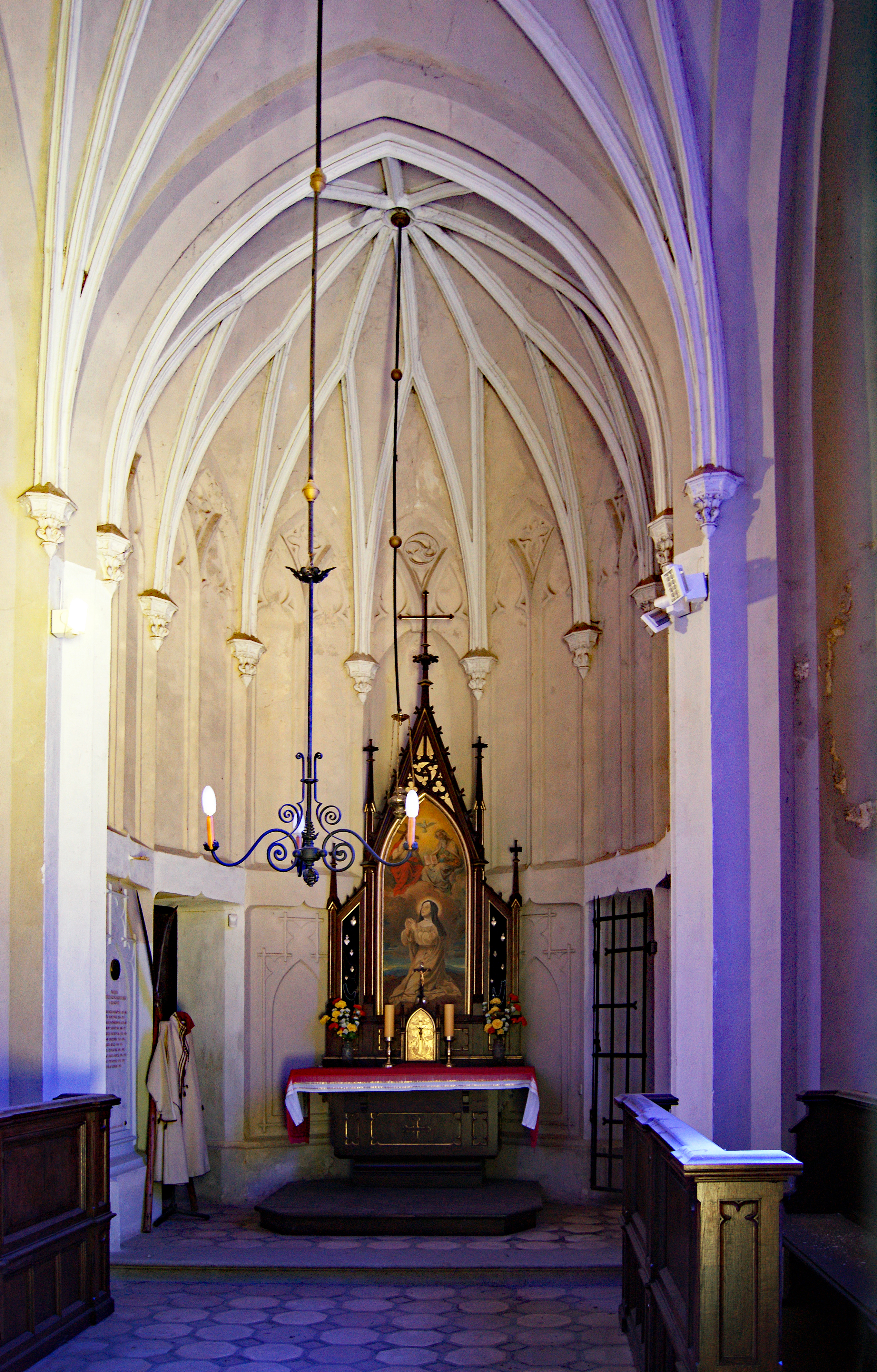
Интерьер часовни блаженной Брониславы

Часовня святой Брониславы (пол. Kaplica bł. Bronisławy) — католическая неоготическая часовня, находящаяся на холме Сикорник возле Кургана Костюшко в Кракове, Польша. Памятник культуры Малопольского воеводства.

## История
Согласно местному преданию на холме Сикорник жила в отшельничестве монахиня-норбертанка блаженная Бронислава. Монахини из женской монашеской конгрегации развивали культ этой блаженной. По указу настоятельницы норбертанок Зофии Урбанской в 1702 году на Сикорнике была построена небольшая часовня, посвящённая блаженной Брониславе. В 1778 году во время правления настоятельницы Петронелы Понятовской была произведена реконструкция часовни в стиле барокко. Художник Анджей Радванский в это же время написал для часовни несколько икон из жизни блаженной Брониславы. В конце XVIII века возле часовни был построен небольшой дом для отшельниц.
В 1854 году во время строительства австрийскими властями фортификационных сооружений возле кургана Костюшко первая часовня блаженной Брониславы была снесена. В 1856 году началось строительство новой часовни святой Брониславы по проекту краковского архитектора Феликса Ксенжарского. В 1860 году в алтаре новой часовни была размещена новая икона из жизни блаженной Брониславы.
13 сентября 1861 года состоялось освящение современной часовни. В то время часовня находилась внутри австрийских фортификационных сооружений на западной стороне в непосредственной близости от кургана Костюшко.
2 января 1968 года часовня блаженной Брониславы была внесена в реестр памятников культуры Малопольского воеводства.